# Aldrovandia
Aldrovandia – rodzaj ryb łuskaczokształtnych z rodziny Halosauridae.

## Rozmieszczenie geograficzne
Do rodzaju należą gatunki występujące w ciepłych i umiarkowanych wodach całego globu.

## Morfologia
Długość ciała do 60 cm.

## Systematyka
Rodzaj zdefiniowała w 1896 roku para amerykańskich ichtiologów, George Brown Goode i Tarleton Hoffman Bean, w traktacie poświęconym ichtiologii oceanicznej opublikowanym w specjalnym biuletynie Narodowego Muzeum Historii Naturalnej. Gatunkiem typowym jest (oryginalne oznaczenie) A. rostrata.

### Etymologia
Aldrovandia: Ulisses Aldrovandi (1522–1605), włoski humanista, lekarz i przyrodnik okresu renesansu.

### Podział systematyczny
Do rodzaju należą następujące gatunki:
- Aldrovandia affinis (Günther, 1877)
- Aldrovandia gracilis Goode & Bean, 1896
- Aldrovandia mediorostris (Günther, 1887)
- Aldrovandia oleosa Sulak, 1977
- Aldrovandia phalacra (Vaillant, 1888)
- Aldrovandia rostrata (Günther, 1878)